# Àrees protegides de Geòrgia
La UICN (Unió Internacional per a la Conservació de la Natura) cataloga a Geòrgia 10 zones protegides que cobreixen 5.831 km², el 8,33% del territori, a més de 153 km² d'àrees marines, el 0,67% dels 22.907 km² que pertanyen al país. D'aquestes, 1 és un parc nacional (Parc nacional de Kòlkheti) i 9 són reserves naturals estrictes. Per la seva banda, l'Agency of Protected Areas de Geòrgia cataloga 10 parcs nacionals (8 aprovats pel parlament el 2003 i 1 el 2007, Algeti) que cobreixen una àrea de 3.493 km², 14 reserves naturals estrictes que cobreixen una àrea de 1.406 km², 19 reserves naturals controlades, que cobreixen 598 km², 40 monuments naturals protegits que cobreixen 2.941 ha i 2 paisatges protegits (Tutxètia i Kintrishi) amb fins ecoturístics que abasten 377 km².

## Reserves naturals estrictes
| Nom                                              | Regió               | Municipi                               | Creat | Coordenades                                                | Superfície | Categoria UICN |
| ------------------------------------------------ | ------------------- | -------------------------------------- | ----- | ---------------------------------------------------------- | ---------- | -------------- |
| - Reserva natural estricta de Babàneuri          | Kakhètia            | Municipi d'Akhmeta                     | 2003  | 42° 05′ 15″ N, 45° 23′ 55″ E / 42.08750°N,45.39861°E       | 15.16 km²  | Ia             |
| - Reserva natural estricta de Bàtsari            | Kakhètia            | Municipi d'Akhmeta                     | 2003  | 42° 14′ 41″ N, 45° 15′ 06″ E / 42.24472°N,45.25167°E       | 55.48 km²  | Ia             |
| - Reserva natural estricta de Bitxvintà-Miusseri | Abkhàzia            | Districte de Gagra i Districte Gudauta | 1965  | 43° 10′ 27″ N, 40° 25′ 32″ E / 43.17417°N,40.42556°E       | 75.33 km²  | Ia             |
| - Reserva natural estricta de Bòrdjomi           | Samtskhé-Djavakheti | Municipi de Bòrdjomi                   | 1929  | 41° 49′ 39.1″ N, 43° 16′ 01″ E / 41.827528°N,43.26694°E    | 237.5 km²  | Ia             |
| - Reserva natural estricta de Kíntrixi           | Adjària             | Municipi de Kobúleti                   | 1959  | 41° 44′ 57″ N, 42° 02′ 04″ E / 41.74917°N,42.03444°E       | 55.86 km²  | Ia             |
| - Reserva natural estricta de Kobúleti           | Adjària             | Municipi de Kobúleti                   | 1998  | 41° 51′ 47″ N, 41° 48′ 09″ E / 41.86306°N,41.80250°E       | 5.7 km²    | Ia             |
| - Reserva natural estricta de Lagòdekhi          | Kakhètia            | Municipi de Lagòdekhi                  | 1912  | 41° 54′ 00″ N, 46° 20′ 00″ E / 41.90000°N,46.33333°E       | 356.98 km² | Ia             |
| - Reserva natural de Líakhvi                     | Xida Kartli         | Municipi d'Akhalgori                   | 1977  | 42° 23′ 05″ N, 44° 15′ 04″ E / 42.38472°N,44.25111°E       | 120.22 km² | Ia             |
| - Reserva natural estricta de Mariàmdjvari       | Kakhètia            | Municipi de Sagarejo                   | 1935  | 41° 46′ 07″ N, 45° 22′ 38″ E / 41.76861°N,45.37722°E       | 18.41 km²  | Ia             |
| - Reserva natural estricta de Pskhú-Gumisti      | Abkhàzia            | Districte de Sukhumi                   | 1941  | 43° 20′ 44″ N, 41° 00′ 29″ E / 43.34556°N,41.00806°E       | 733.48 km² | Ia             |
| - Reserva natural estricta de Ritsi              | Abkhàzia            | Districte de Gudauta                   | 1930  | 43° 29′ 24″ N, 40° 37′ 04″ E / 43.49000°N,40.61778°E       | 311.0 km²  | Ia             |
| - Reserva natural estricta de Satàplia           | Kakhètia            | Municipi d'Akhmeta                     | 1935  | 42° 18′ 58.2″ N, 42° 40′ 21.6″ E / 42.316167°N,42.672667°E | 6.04 km²   | Ia             |
| - Reserva natural de Túixeti                     | Kakhètia            | Municipi d'Akhmeta                     | 2003  | 42° 22′ 53.6″ N, 45° 36′ 46.2″ E / 42.381556°N,45.612833°E | 231.51 km² | Ia             |
| - Reserva natural estricta de Vaixlòvani         | Kakhètia            | Municipi de Dedoplistskaro             | 1935  | 41° 09′ 17.5″ N, 46° 32′ 49.6″ E / 41.154861°N,46.547111°E | 176.12 km² | Ia             |

## Parcs nacionals

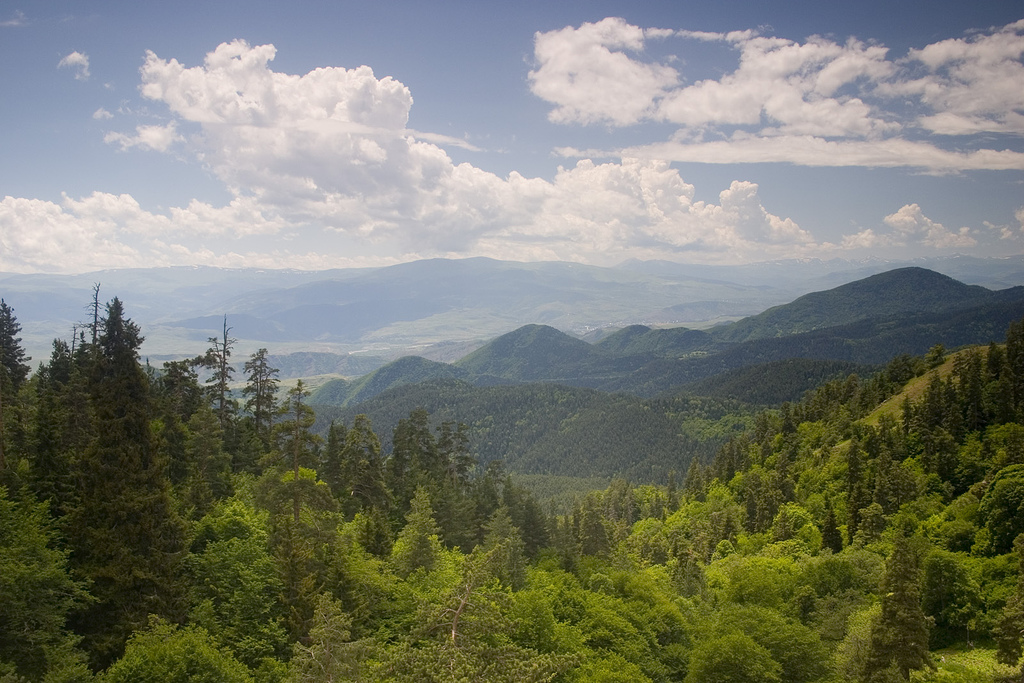
Parc nacional de Borjomi-Kharagauli

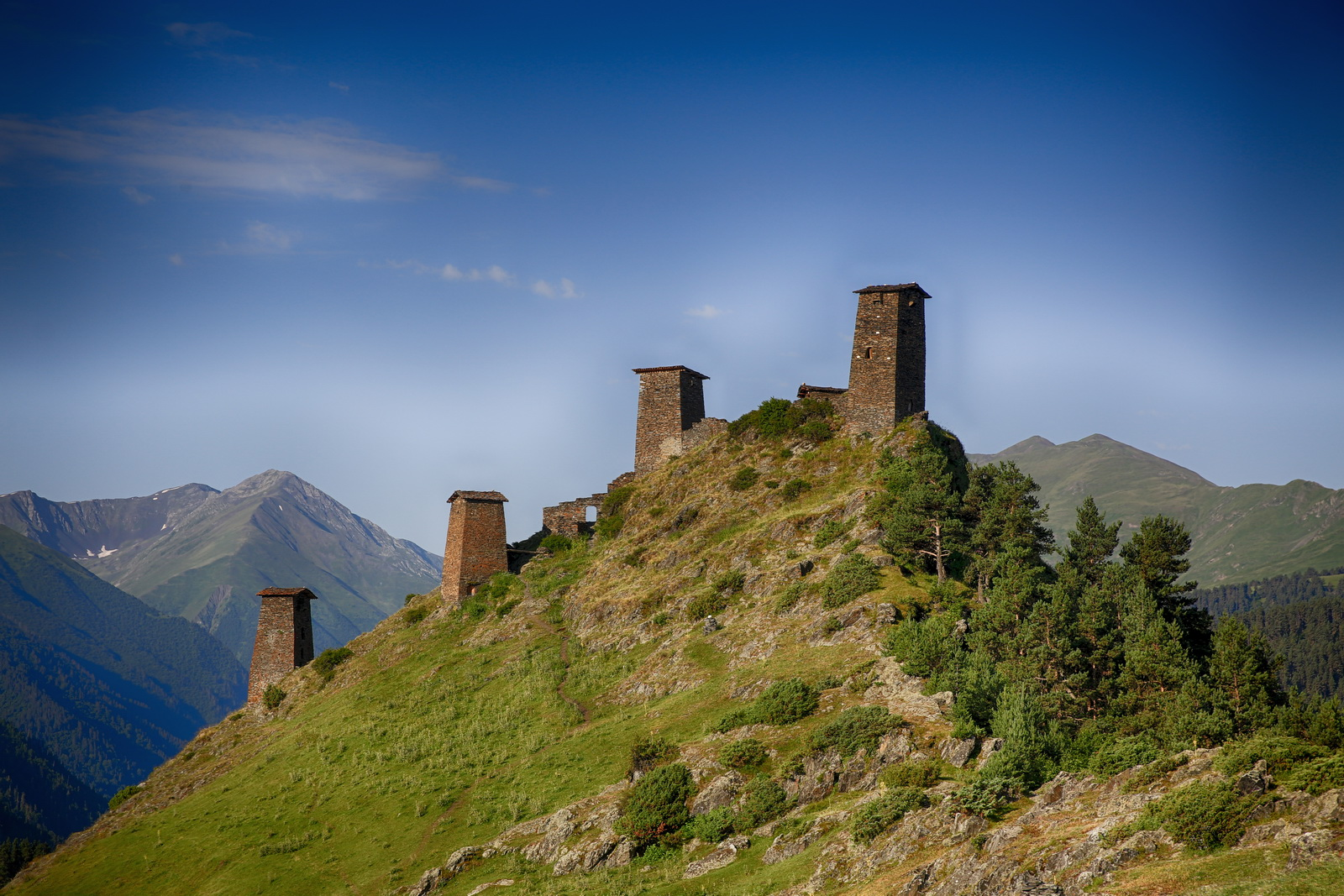
Parc Nacional de Túixeti

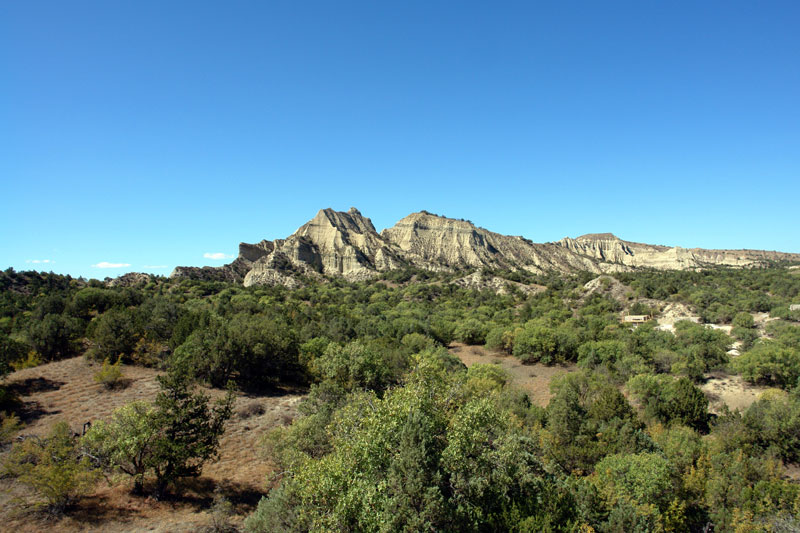
Parc nacional de Vaixlòvani

- Parc nacional de Kòlkheti, 289 km², regió de la Còlquida, a Geòrgia occidental, entre la costa de la mar Negra i la conca del llac Paliastomi.[3]
- Parc nacional de Borjomi-Kharagauli, 851 km², al Caucas Menor, centre de Geòrgia.[4]
- Parc nacional de Túixeti, a la muntanyosa regió de Túixeti, al nord-est de país. Paisatge protegit de prats, pins i bedolls, amb el lleopard persa, ossos, cabres salvatges, falcons i llops.[5]
- Parc nacional de Vaixlòvani, 251 km², sud-est de Geòrgia, clima sec, boscos de mata baixa a la conca del riu Alazani, que desemboca a la mar Càspia. Inclou la reserva natural de Vashlovani i 3 monuments naturals, la gorja de l'Àguila,[6] els volcans de fang de Takhti-Tepa[7] i el bosc de la llera d'inundació de Kaklisyure Alazani.[8]
- Parc nacional de Mtírala, 157 km², al sud-oest del Caucas Menor, entre la mar Negra i les muntanyes d'Adjària. Bosc mixt humit de la Còlquida en una de les regions més humides d'Europa (1500–2000 mm que de vegades superen els 4000 mm) amb castanyers i faigs orientals, rododendres, llorers-cirers i boixos còlquics. Ossos, cérvols i cabres salvatges.[9]
- Parc nacional d'Algeti, 68 km², sud-est de Geòrgia, part superior de la vall Algeti, a sud de la serra volcànica de Trialeti, al Caucas Menor, que culmina en la muntanya Shaviklde, de 2.850 m. El parc es va crear per protegir els límits orientals de la pícea de l'Àsia Menor i l'avet del Caucas i el seu límit més alt és la muntanya Kldékari, aproximadament uns 2.000 m.[10]
- Parc nacional de Kazbegi, 90 km², al nord del Caucas, a 150 km de Tbilisi, a la conca del riu Tergi, entre 1.400 i 4.100 m, molt agresta i muntanyosa, amb pins (Pinus sosnowskyi), bedolls i ginebres, entre 105 espècies d'arbres i arbustos. N'hi ha cabres salvatges i llops i diversos monuments històrics.[11]
- Parc nacional de Tbilissi, 243 km², a la serra de Seguramo (1.380 m), al nord de Tbilisi i a l'est del riu Aragvi, afluent del riu Kura, formada per gres, argiles i conglomerats, amb boscos caducifolis de carpes, roures, aurons i faigs, travessada per la carretera entre Tbilisi i Tianeti. N'hi ha cérvols, ossos, guineus i xacals.[12]
- Parc nacional de Javakheti, 162 km², creat el 2011, al sud de Geòrgia, a la frontera amb Armènia i Turquia. Conté muntanyes volcàniques, estepes herbàcies, prats alpins i llacs a l'altiplà de Javakheti, entre ells, el llac Paravani, però també Khanchali, Bugdasheni, Kartsakhi, Madatapa i Sulda. Arriba als 3.300 m al mont Gran Abuli. Boscos de bedolls. Nombrosos monuments històrics.[13]
- Parc nacional de Mathàkhela, 109 km², a la regió de Adjària, al sud-oest, a la conca del riu Mathàkhela. La major part són boscos verges mixtos del tipus Còlquida dominats per bedolls, amb faigs, castanyers, roures i pícies.[14]
- Parc nacional de Pxav-Khevsúreti. Forma part d'una immensa àrea de protecció del Caucas oriental, que uniria els parcs de Túixeti i Kazbegi, amb 1.174 km².[15][16]

## Llocs Ramsar de Geòrgia
A Geòrgia n'hi ha 2 llocs Ramsar (aiguamolls d'importància internacional) que ocupen una superfície conjunta de 34.480 ha.
- Aiguamolls del centre de Kolkheti, 337 km², 42° 12'N 41° 42'E. Reserva estatal i reserva natural. Plana costanera al·luvial, tallada per rius amb extensos aiguamolls i llacs, al costat de la ciutat de Poti, a la costa central. Flora i fauna endèmiques, amb espècies d'aiguamolls i torberes, canyissars i estuaris salobres amb plantes halòfites. Nombroses aus, entre elles el àguila pescadora i l'àguila marina europea.[17]
- Ispani Miri, 770 ha, 41° 52'N 41° 50'E. Reserva natural a Adjària. A la costa sud, aiguamolls, pantans i torberes arbrades. Vegetació d'Sphagnum i llisos. Aus com l'àguila pescadora. Poblat des de l'edat de bronze.[18]